# هنريكي فالمير دا كونسيساو
هنريكي فالمير دا كونسيساو (بالبرتغالية: Henrique Valmir da Conceição‏) هو لاعب كرة قدم برازيلي في مركز الوسط، ولد في 13 سبتمبر 1959 في Espumoso ‏ في البرازيل. شارك مع منتخب البرازيل لكرة القدم. أما مع النوادي، فقد لعب مع سانتو أندريه وسبورت ريسيفي وغريميو بورتو أليغرينزي ونادي بيرا مار ونادي شابيكوينسي ونادي فاسكو دا غاما ونادي ليتشويس.

## وصلات خارجية
- هنريكي فالمير دا كونسيساو على موقع قاعدة بيانات كرة القدم.إي يو (الإنجليزية)
- هنريكي فالمير دا كونسيساو على موقع ناشيونال فوتبول تيمز (الإنجليزية)